# Канепи (волость, 2017)
Ка́непи (эст. Kanepi vald) — волость в Эстонии в составе уезда Пылвамаа. Образована в 2017 году. Административный центр — посёлок Канепи.

## География
Расположена в юго-восточной части Эстонии. Площадь — 524,66 км², плотность населения на 1 января 2024 года составила 8,6 чел/км².
Самые большие озёра волости: Валгъярв, Йыкси, Пийганди и Эраствере. Из озера Валгъярв берёт своё начало река Элва. Через волость протекают реки Ахья и Выханду.
Главные шоссе волости: Тарту—Выру и Тарту—Лухамаа.

## История
Волость Канепи образована 21 октября 2017 года в результате административно-территориальной реформы путём слияния волостей Валгъярве, Кыллесте и Канепи.
Исторический приход Канепи занимал бо́льшую часть современной волости Канепи и был основан в 1675 году на базе окраинных земель приходов Пылва, Урвасте и Отепя. Топоним с наибольшей вероятностью произошёл от слова "kanep" («конопля») и связан с одеждой, которую делали из конопляного волокна.
В июне 2019 года во время своего визита в Румынию старейшина волости Канепи подписал договор о сотрудничестве с румынской волостью Апа.

## Символика
Герб: на закруглённом сверху зелёном щите серебряный листья конопли. Листья пальцеобразные, с цветоножками, всего семь листьев, прямые, снизу слегка расширяющиеся. Здесь имеется эффект каламбура (есть поговорка «Глаз видит то, что ухо слышит»). Этот символ использовался на флаге уже в 1869 году, когда Общество песни и танца Канепи приняло участие в первом Эстонском празднике песни. Цвета герба связаны с цветами растения.

Флаг: полотнище поделено на три части: на центральном белом прямоугольнике зелёный лист конопли без стебля, по краям зелёные вертикальные полосы. Нормальный размер флага 165 x 105 см.
Символика волости избиралась на народном интернет-голосовании весной 2017 года. На конкурс поступили 23 работы, в голосовании приняли участи более 15 800 человек, и вариант с конопляными листьями набрал более 12 000 голосов. В промышленных объёмах конопля выращивалась и в советской Эстонии, после запрета на несколько лет эта деятельность была разрешена в 2004 году. По объёмам выращивания конопли Cannabis sativa Эстония занимает 2 место в Европе (60 000 га в 2017 году), на первом месте — Франция. В Эстонии от собранного урожая остаётся только десятая часть, однако, дешёвая конопля импортируется также из Китая. Выращивание конопли Cannabis indica с целью получения наркотических веществ и употребление марихуаны в Эстонии запрещено.

## Населённые пункты
В составе волости по состоянию на 1 октября 2019 года были один посёлок и 49 деревень.
Посёлки: Канепи.

Деревни: Абиссааре, Айасте, Валгъярве, Варбузе, Вески, Висси, Воорепалу, Ихамару, Йыгехара, Йыкси, Каагвере, Каагна, Караски, Карилатси, Карсте, Койгера, Коорасте, Кооли, Крюйднери, Кроотузе,  Лаури,  Мааритса, Магари, Мюгра, Нярапяэ, Палутая, Пеэтримыйза, Пийганди, Пийгасте, Прангли, Пылгасте, Ребасте, Пикаярве, Пикарейну, Пууги, Саверна, Сирвасте, Соодома, Сыресте, Сулаоя, Тийдо, Туулемяэ, Тыду, Хаука, Хейсри, Хино, Хино, Хяэтару и Эраствере.
17 октября 2019 года волостное собрание Канепи, основываясь на заявлении местных жителей, приняло решение объединить деревни Эраствере и Соодома, убрав с карты Эстонии название Соодома, появившееся в 1977 году. Это означает восстановление деревни Эраствере в прежних исторических границах.

## Демография по данным Регистра народонаселения
По данным Регистра народонаселения, который ведёт Министерство внутренних дел Эстонии, 78 % населения волости живёт в малонаселённых деревнях (число жителей менее 100). Численность населения имеет тенденцию к снижению, как и в большинстве других волостей Эстонии. В 2015–2018 годах число молодых людей было стабильно меньше числа пенсионеров. Численность налогоплательщиков в 2010–2018 годах медленно, но постоянно росла, в 2010–2017 годах выплаченный в волости подоходный налог тоже рос, но в 2018 году упал до уровня 2015 года.

## Данные Департамента статистики
Данные Департамента статистики о волости Канепи:
Число жителей на 1 января каждого года:
| Год  | 2015 | 2016   | 2017   | 2018   | 2019   | 2020   | 2021   | 2022   | 2023   | 2024   |
| ---- | ---- | ------ | ------ | ------ | ------ | ------ | ------ | ------ | ------ | ------ |
| Чел. | 4833 | ↘ 4808 | ↗ 4886 | ↘ 4803 | ↘ 4780 | ↘ 4662 | ↗ 4685 | ↘ 4480 | ↘ 4453 | ↗ 4502 |

Число рождений (живорождённых):
| Год  | 2015 | 2016 | 2017 | 2018 | 2019 | 2020 | 2021 | 2022 | 2023 |
| ---- | ---- | ---- | ---- | ---- | ---- | ---- | ---- | ---- | ---- |
| Чел. | 35   | ↘ 32 | ↗ 44 | ↘ 41 | ↗ 50 | ↘ 40 | ↗ 49 | ↗ 56 | ↘ 49 |

Число умерших:
| Год  | 2015 | 2016 | 2017 | 2018 | 2019 | 2020 | 2021  | 2022 | 2023  |
| ---- | ---- | ---- | ---- | ---- | ---- | ---- | ----- | ---- | ----- |
| Чел. | 62   | ↗ 63 | ↗ 83 | ↘ 75 | ↗ 76 | ↗ 82 | ↗ 104 | ↘ 97 | ↗ 105 |

Зарегистрированные безработные:
| Год  | 2015 | 2016 | 2017 | 2018 | 2019 | 2020 | 2021 | 2022 | 2023 |
| ---- | ---- | ---- | ---- | ---- | ---- | ---- | ---- | ---- | ---- |
| Чел. | 111  | 123  | 126  | 124  | 133  | 129  | 166  | 144  | 160  |

*2015—2019 годы — среднегодовое число, с 2020 года — на 1 января.
Средняя брутто-зарплата работника:
| Год  | 2015 | 2016  | 2017   | 2018   | 2019   | 2020   | 2021   | 2022   |
| ---- | ---- | ----- | ------ | ------ | ------ | ------ | ------ | ------ |
| Евро | 926  | ↗ 991 | ↗ 1059 | ↗ 1151 | ↗ 1216 | ↗ 1274 | ↗ 1346 | ↗ 1389 |

В 2019 году волость Канепи занимала 31 место по величине средней брутто-зарплаты среди 79 муниципалитетов Эстонии.
Число учеников в школах:
| Год  | 2015 | 2016  | 2017  | 2018  | 2019  | 2020  | 2021  | 2022  | 2023  | 2024  |
| ---- | ---- | ----- | ----- | ----- | ----- | ----- | ----- | ----- | ----- | ----- |
| Чел. | 309  | ↗ 319 | ↗ 325 | ↗ 333 | ↗ 347 | ↗ 352 | ↗ 371 | ↘ 365 | ↘ 362 | ↗ 384 |

## Инфраструктура

### Образование
В волости Канепи работает 4 детских сада и детские ясли на 10 мест. Общеобразовательные учреждения волости: гимназия Канепи, основная школа деревни Кроотузе и основная школа деревни Саверна.

### Медицина и социальное обеспечение
В волости работает 2 семейных врача, 2 медсестры и 2 стоматолога: соответственно по одному специалисту в посёлке Канепи и в деревне Саверна; в этих же населённых пунктах есть по одной аптеке.
Дома по уходу есть в деревнях Саверна (30 мест, открыт в 1985 году) и Кроотузе; ежемесячная плата за место в 2019 году составляла 680 евро (без учёта затрат на лекарства). В деревне Пылгасте в 2009 году открылся пансионат на 22 места. Действуют также частные заведения для пожилых людей: пансионат Пийгасте, пансионат Караски и дом по уходу Канепи.

### Культура, досуг и спорт
В волости насчитывается 8 библиотек, из них 2 — при общинных домах, 3 молодёжных центра. Сельские дома (деревенские центры) есть в посёлке Канепи и деревнях Пылгасте, Эраствере, Мааритса, Кроотузе и Саверна.
Спортом можно заниматься в спортзалах гимназии, школ и сельских домов (баскетбол, настольный теннис, бадминтон, степ-аэробика, йога и др.). В Кроотузе и Валгъярве есть парки для диск-гольфа, в Саверна, Валгъярве и Кроотузе — тропы здоровья с тренажёрами на открытом воздухе, в Пылгасте — площадки для футбола и баскетбола, у гимназии — теннисная площадка.

### Жилая среда
До 2017 года в посёлке Канепи работали отдельные котельные у гимназии, здания волостной управы и детского сада. Финансовая поддержка Фонда сплочения ЕС помогла внедрению в жизнь проекта строительства сети его центрального водо- и теплоснабжения. Размер его инвестиций составил 370 000 евро, также были получены от эстонского Центра инвестирования в окружающую среду (KIK), около 45 000 евро выделила волостная управа. Единой сетью были объединены здания, принадлежащие волости, и один многоквартирный дом. KIK также покрыл бо́льшую часть затрат на проектирование и строительство единого водоснабжения и канализации в посёлке Канепи и в деревне Пылгасте.
Жителей волости обслуживают уездные автобусные маршруты.
По данным Департамента полиции Эстонии за 2015 год уровень преступности в волости Канепи был выше среднего по Эстонии.

## Экономика
Крупнейшие работодатели волости по состоянию на 31 декабря 2019 года:
| Предприятие/организация | Вид деятельности                                                       | Численность работников |
| ----------------------- | ---------------------------------------------------------------------- | ---------------------- |
| Arke Lihatööstus AS     | Производство продуктов из мяса                                         | 113                    |
| Kanepi Vallavalitsus    | Волостная управа; орган государственного управления                    | 57                     |
| Cista AS                | Производство гофрированной бумаги и картона, бумажной и картонной тары | 50                     |
| Kanepi Gümnaasium       | Гимназия                                                               | 36                     |
| Krootuse Agro AS        | Разведение молочных пород скота                                        | 34                     |

## Достопримечательности
Памятники культуры:
- Яановская церковь Канепи (церковь Иоанна Крестителя)

Спроектирована архитектором Фридрихом Сигелем (Friedrich Siegel) и построена в 1806–1810 годах, . Орга́н сделан известным немецким мастером Вильгельмом Сауэром (Wilhelm Sauer) в 1902 году;
- мыза Пикъярв (Пикаярве)

Главное здание мызы в югендстиле построено примерно в 1908 году, в советское время в нём размещался дом престарелых, в настоящее время мызный комплекс находится в частной собственности, а особняк известен под названием «Замок Кантервилла» (эст. Cantervilla loss, ), в котором размещается гостиница и проводятся различные праздничные мероприятия;
- бывшая почтовая станция Ворбузе, ныне Эстонский музей дорог; главное здание станции —  памятник архитектуры[34];
- надгробный памятник «Надежда» на кладбище Канепи, скульптор Аугуст Вейценберг, 1897 год (бронза, гранит).

Другие достопримечательности:
- Музей под открытым небом Карилатси (Пылваский крестьянский музей).

На территории в 5 гектаров расположены судебный дом, школа (памятник культуры, деревянное строение с полувальмовой крышей построено в 1889 году), волостной дом, кузнечный хутор, голландская мельница и хозяйственные крестьянские постройки. Здесь также экспонируются старинные сельскохозяйственные машины и транспортные средства;
- Театральный хутор Алле-Сайя

Расположен в деревне Каагна, известен своей театральной деятельностью. Основан в 2014 году постановщиком, юристом и археологом Ингрид Ульст (Ingrid Ulst, род. 26.03.1977).

## Галерея
- Яановская церковь Канепи
- Церковь Преображения Господня в Мааритса,  2021 год
- Основная школа Кроотузе
- Баскетбольная площадка школы Кроотузе
- Детский сад в деревне Саверна
- Вид на Эстонский музей дорог (бывшая почтовая станция Варбузе, памятник культуры)
- Водяная мельница-жилой дом Роти (памятник культуры)
- Сельская школа в музее под открытым небом Карилатси
- Амбар-хлев в музее под открытым небом Карилатси
- Озеро Пийганди

## Комментарии
1. ↑  Эстонские топонимы, оканчивающиеся на -а, в русском языке не склоняются[22], а род получают по родовому слову, например, деревне присваивается женский род, хотя в эстонском языке нет категории рода.